# In Your Dreams
In Your Dreams je sedmé studiové album americké zpěvačky Stevie Nicks. Album vyšlo 3. května 2011 u Reprise Records. Album produkovali David A. Stewart a Glen Ballard.

## Seznam skladeb
| Pořadí         | Název                                    | Délka |
| -------------- | ---------------------------------------- | ----- |
| 1.             | Secret Love                              | 3:15  |
| 2.             | For What It's Worth                      | 4:32  |
| 3.             | In Your Dreams                           | 3:58  |
| 4.             | Wide Sargasso Sea                        | 5:36  |
| 5.             | New Orleans                              | 5:34  |
| 6.             | Moonlight (A Vampire's Dream)            | 5:26  |
| 7.             | Annabel Lee                              | 5:58  |
| 8.             | Soldier's Angel (& Lindsey Buckingham)   | 5:16  |
| 9.             | Everybody Loves You (& David A. Stewart) | 5:16  |
| 10.            | Ghosts Are Gone                          | 6:06  |
| 11.            | You May Be The One                       | 5:26  |
| 12.            | Italian Summer                           | 4:38  |
| 13.            | Cheaper Than Free (& David A. Stewart)   | 3:38  |
| Celková délka: | Celková délka:                           | 64:39 |